# Gmina Człuchów
Die Gmina Człuchów ([ˈʧwuxuf]) ist eine Landgemeinde in Polen. Sie liegt im Powiat Człuchowski in der Woiwodschaft Pommern. Die Gemeinde hat eine Fläche von 361,65 km² auf der 11.215 Einwohner (31. Dezember 2020) wohnen. Der Sitz der Gemeinde befindet sich in der namensgebenden Kreisstadt Człuchów (deutsch Schlochau), die aber der Landgemeinde nicht angehört.

## Geographie

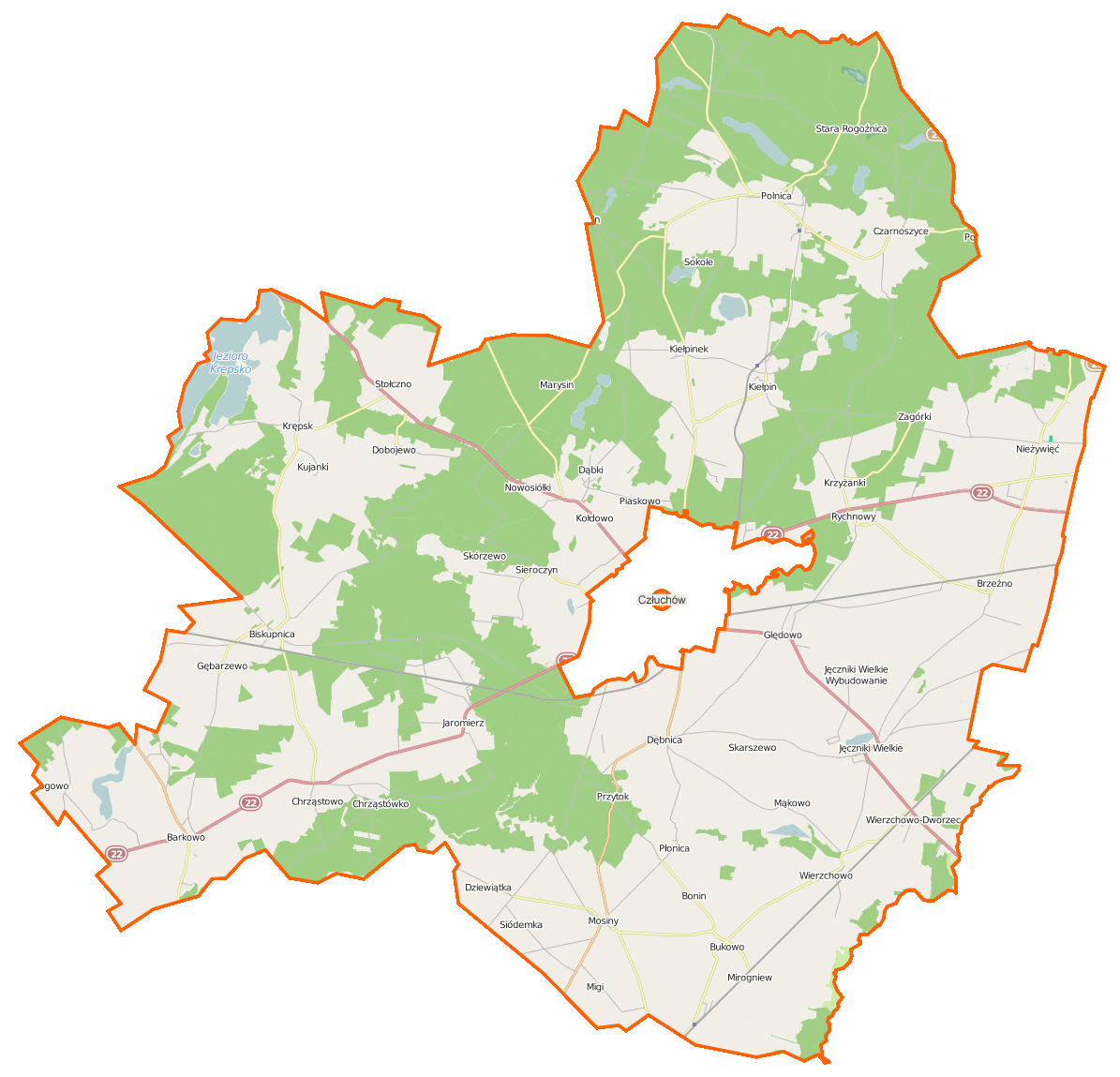
Karte der Landgemeinde

Die Landgemeinde umgibt die Kreisstadt Człuchów vollständig. Nachbargemeinden sind neben der Kreisstadt:
Chojnice (Konitz), Czarne (Hammerstein), Debrzno (Preußisch Friedland), Kamień Krajeński (Kamin), Konarzyny, Przechlewo (Prechlau) und Rzeczenica (Stegers). Die Gmina liegt im ehemaligen Westpreußen, 15 Kilometer westsüdwestlich von Konitz (Chojnice).
Bei Mosiny entspringt die 35,9 Kilometer lange Debrzynka (Dobrinka).

## Gliederung
Zur Landgemeinde Człuchów gehören folgende Ortschaften, die 25 Ortsteilen („Schulzenämtern“) zugeordnet sind:
| Polnischer Name     | Kaschubischer Name      | Deutscher Name                          |
| ------------------- | ----------------------- | --------------------------------------- |
| Barkowo             |                         | Barkenfelde                             |
| Biskupnica          |                         | Bischofswalde                           |
| Brzeźno             | Brzézno                 | Deutsch Briesen                         |
| Bukowo              |                         | Bahnhof Buchholz                        |
| Bukowo Człuchowskie | Człëchòwsczé Bukòwò     | Buchholz                                |
| Chrząstówko         |                         | Christfelder Mühle                      |
| Chrząstowo          |                         | Christfelde                             |
| Czarnoszki          |                         | Forsthaus Bergelau                      |
| Czarnoszyce         | Czarnoszëcé             | Bergelau                                |
| Czarze              |                         | Czarsen                                 |
| Dąbki               |                         | Eichberge                               |
| Dębnica             | Dãbnica                 | Damnitz                                 |
| Dobojewo            |                         | Friedrichshof                           |
| Dziewiątka          |                         |                                         |
| Gębarzewo           | Gãmbarzéwò              | Dunkershof                              |
| Ględowo             | Glãdòwò                 | Lichtenhagen                            |
| Gostudź             |                         | Gostuden                                |
| Gozdnica            |                         | Braunhirsch                             |
| Grzybowo            |                         | Aschenberg                              |
| Jaromierz           |                         | Klausfelde                              |
| Jeziorno            |                         | Plittensee                              |
| Jęczniki Małe       |                         | Klein Jenznick                          |
| Jęczniki Wielkie    |                         | Groß Jenznick                           |
| Kątki               |                         | Forsthaus Pollnitz                      |
| Kiełpin             | Kiéłpën                 | Woltersdorf                             |
| Kiełpinek           | Czełpinkò               | Hasseln                                 |
| Kołdowo             |                         | Koldau                                  |
| Krępsk              |                         | Kramsk                                  |
| Krery               |                         | Ottoshof                                |
| Krzyżanki           |                         | Wiesenfelde                             |
| Kujanki             |                         | Marienhof                               |
| Mąkowo              |                         | Mankau                                  |
| Mirogniew           |                         | Adolfshof                               |
| Mosiny              | Mòsinë                  | Mossin                                  |
| Murzynowo           |                         | Mauersin                                |
| Nieżywięć           |                         | Niesewanz                               |
| Nowosiółki          |                         | Neuland                                 |
| Piaskowo            |                         | Sandung                                 |
| Płonica             |                         | Platendienst                            |
| Polnica             | Królewskô Pòlnica       | Königlich Pollnitz (seit 192? Pollnitz) |
| Polniczka           | Szlacheckô Pòlnicô      | Adlig Pollnitz                          |
| Przytok             |                         | Malzmühle                               |
| Rogowo              |                         | Rodenwalde                              |
| Rychnowy            | Rëchnòwë                | Richnau                                 |
| Sieroczyn           |                         | Buschwinkel                             |
| Skarszewo           | Skarszewò               | Augusthof                               |
| Skórzewo            |                         | Lindenberg                              |
| Śniaty              |                         | Elbing                                  |
| Sokole              |                         | Sockel                                  |
| Stara Rogoźnica     |                         | Alt Rögnitz                             |
| Stołczno            |                         | Stolzenfelde                            |
| Wierzchowo          | Człëchòwsczé Wierzchòwò | Firchau                                 |
| Wierzchowo-Dworzec  |                         | Bahnhof Firchau                         |
| Zagórki             | Człëchòwsczé Zôgórki    | Helle                                   |
| Zbrzyca             |                         | Niederung                               |
| Zielątkowo          | Zielontkòwò             | Elsenhof                                |